# Mikulov (Ústí nad Labem)
Mikulov é uma comuna checa localizada na região de Ústí nad Labem, distrito de Teplice.